# Dième
Dième ist eine Gemeinde im französischen Département Rhône in der Region Auvergne-Rhône-Alpes. Sie gehört zum Kanton Tarare im Arrondissement Villefranche-sur-Saône. Sie grenzt im Nordwesten an Saint-Appolinaire, im Norden an Saint-Just-d’Avray, im Nordosten an Chamelet, im Osten an Létra, im Südosten an Ternand und Saint-Vérand, im Süden an Saint-Clément-sur-Valsonne und im Südwesten an Valsonne. Die Bewohner nennen sich Dièmois oder Dièmoises.

## Weblinks

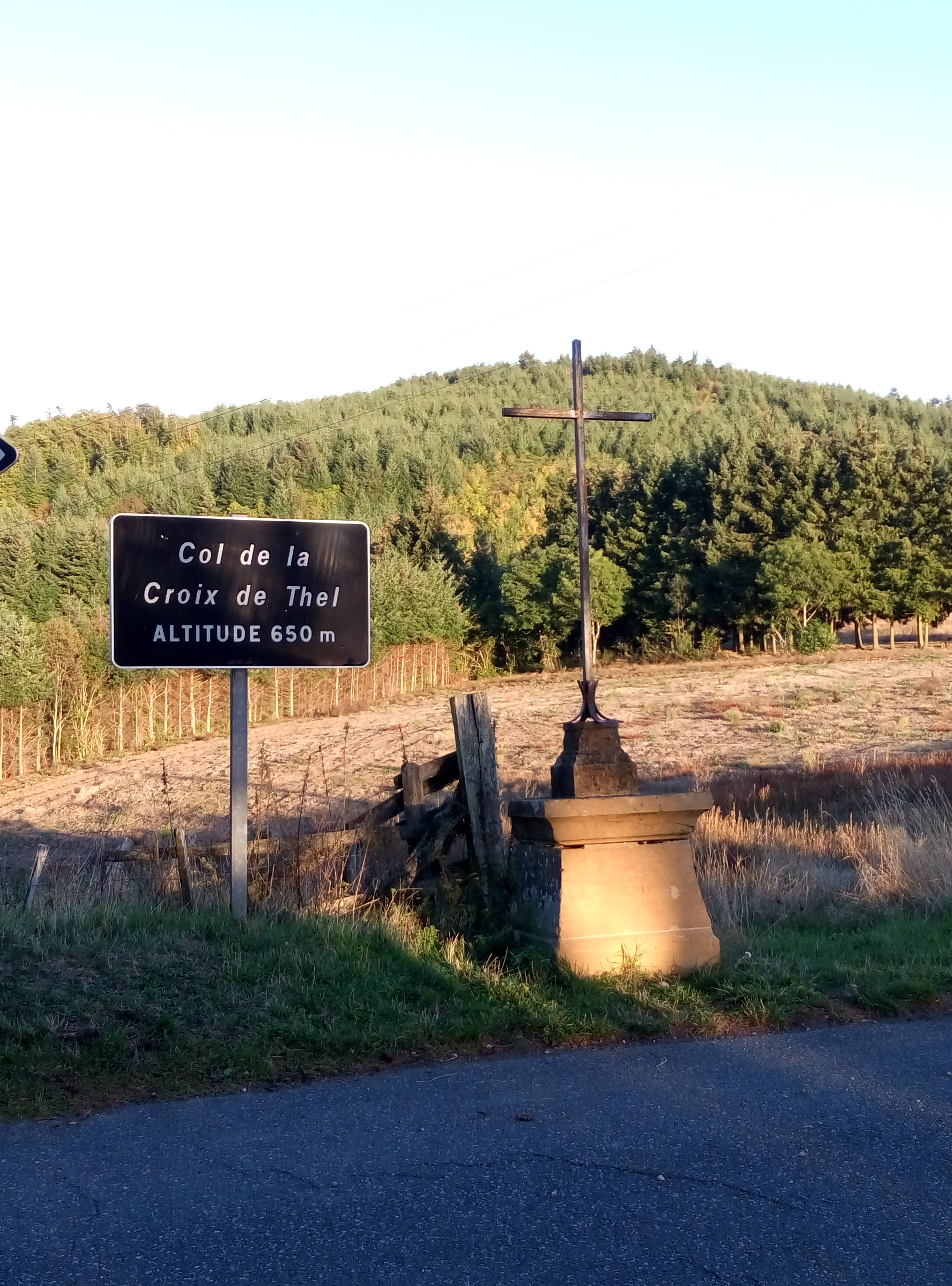
Col de la Croix de Thel

## Bevölkerungsentwicklung
| Jahr                       | 1962 | 1968 | 1975 | 1982 | 1990 | 1999 | 2008 | 2014 |
| -------------------------- | ---- | ---- | ---- | ---- | ---- | ---- | ---- | ---- |
| Einwohner                  | 85   | 61   | 56   | 71   | 83   | 112  | 167  | 210  |
| Quellen: Cassini und INSEE |      |      |      |      |      |      |      |      |

## Sehenswürdigkeiten
- Kirche Saint-François-de-Sales